# Kazimierz Grabowski (inżynier)
Kazimierz Stanisław Grabowski (ur. 16 marca 1875 w Lewiczynie  – zm. 20 grudnia 1936 w Warszawie) – polski inżynier, prekursor stosowania żelbetu, szachista.

## Życiorys
Ukończył studia na Wydziale Matematyki Uniwersytetu Warszawskiego a następnie szkołę inżynierską w Szwajcarii. Przez wiele lat pracował w tym kraju, będąc specjalistą w zakresie budowy mostów i tunelów. Po powrocie do kraju był współwłaścicielem biura projektowego „Grabowski K. Trzciński G. i Wróbel”.
Był jednym z prekursorów stosowania żelbetu w budownictwie w Polsce i Europie., m.in. współpracując z architektem Bronisławem Brochwiczem-Rogójskim wykonał wraz z Gustawem Trzcińskim projekty i wykonanie konstrukcji żelbetonowej obu budynków przy ul. Zielnej − niższego (nr 37) w 1904 a wyższego (nr 39) w 1908 dla Szwedzkiego Towarzystwa Telefonów Cedergren (od 1922 należącymi do Polskiej Akcyjnej Spółki Telefonicznej). Niższy budynek zbudowany w 1904 miał  stalowy szkielet, zaś wyższy, złożony z ośmiu kondygnacji i wybudowany w 1908 wzniesiony został w technologii żelbetowej, szkieletowej. Jak na owe czasy była to bardzo nowoczesna konstrukcja i zarazem  najwyższy budynek w całym imperium rosyjskim i jednym z wyższych na kontynencie. Był także autorem  konstrukcji bazyliki Najświętszego Serca Jezusowego przy ul. Kawęczyńskiej w Warszawie. Był w latach 1904-1908 jednym z budowniczych mostu Poniatowskiego w Warszawie − wraz z Wacławem Paszkowskim, autorem projektu stalowego wiaduktu tego mostu, nadzorował również od 1904 prace budowlane. 
W latach 1906–1911 był wykładowcą Wydziału Technicznego Towarzystwa Kursów Naukowych.
Jednocześnie był zapalonym szachistą i autorem bardzo dobrych jak na tamte czasy nowoczesnych dwuchodówek oraz klasycznych trzychodówek.